# Robert Heffernan
Robert (Robbie) Heffernan (Cork, 28 februari 1978) is een Ierse snelwandelaar. In totaal nam hij viermaal deel aan de Olympische Spelen, maar won hierbij geen medailles. In 2013 behaalde hij de grootste triomf uit zijn loopbaan door de wereldtitel te veroveren op de 50 km snelwandelen. Hij is houder van vier Ierse records.

## Loopbaan
Zijn eerste in het oog springende resultaat boekte Heffernan op de wereldkampioenschappen van 2007, waar hij zesde werd op de 20 km snelwandelen. Zes jaar eerder was hij op de WK van 2001 nog veertiende geworden en een jaar later op de Europese kampioenschappen van 2002 achtste.
Verreweg het grootste succes behaalde Robert Heffernan echter zeven jaar later, op de 50 km snelwandelen tijdens de WK van 2013 in Moskou. Daar was hij te sterk voor alles en iedereen en kwam hij uiteindelijk met ruim een minuut voorsprong op zijn naaste concurrent, de Rus Mikhail Ryzhov, over de finish in 3:38.56, tevens de beste jaarprestatie.    
Heffernan is aangesloten bij de Togher Athletic Club in Cork.

## Titels
- Wereldkampioen 50 km snelwandelen - 2013
- Iers kampioen 10.000 m snelwandelen - 2001, 2002, 2004, 2005
- Iers kampioen 20 km snelwandelen - 2000, 2001, 2002, 2004
- Iers kampioen 30 km snelwandelen - 1999, 2003, 2004
- Iers indoorkampioen 5000 m snelwandelen - 1998, 1999, 2000, 2001, 2002, 2003, 2004, 2005

## Persoonlijke records
Baan
| Onderdeel             | Prestatie              | Datum            | Plaats    |
| --------------------- | ---------------------- | ---------------- | --------- |
| 3000 m snelwandelen   | 11.27,06               | 13 augustus 2000 | Tullamore |
| 5000 m snelwandelen   | 18.59,37               | 30 juni 2007     | Gavà      |
| 10.000 m snelwandelen | 38.27,57 (nat. record) | 20 juli 2008     | Morton    |

Weg
| Onderdeel          | Prestatie | Datum             | Plaats      |
| ------------------ | --------- | ----------------- | ----------- |
| 10 km snelwandelen | 39.15     | 17 september 2011 | La Coruña   |
| 20 km snelwandelen | 1:19.22   | 10 mei 2008       | Tsjeboksary |
| 30 km snelwandelen | 2:12.11   | 6 december 2003   | Dublin      |
| 35 km snelwandelen | 2:33.31   | 11 augustus 2012  | Londen      |
| 50 km snelwandelen | 3:37.54   | 11 augustus 2012  | Londen      |

Indoor
| Onderdeel           | Prestatie | Datum           | Plaats  |
| ------------------- | --------- | --------------- | ------- |
| 3000 m snelwandelen | 11.10,02  | 2 februari 2002 | Cardiff |
| 5000 m snelwandelen | 18.51,46  | 26 januari 2008 | Belfast |

## Prestaties
| Jaar | Wedstrijd   | Plaats        | Resultaat | Onderdeel          | Tijd    |
| ---- | ----------- | ------------- | --------- | ------------------ | ------- |
| 1999 | Wereldbeker | Mézidon-Canon | 70e       | 20 km snelwandelen | 1:32.14 |
| 2000 | OS          | Sydney        | 28e       | 20 km snelwandelen | 1:26.04 |
| 2001 | WK          | Edmonton      | 14e       | 20 km snelwandelen | 1:25.02 |
| 2002 | EK          | München       | 8e        | 20 km snelwandelen | 1:21.10 |
| 2004 | Wereldbeker | Naumburg      | 27e       | 20 km snelwandelen | 1:22.58 |
| 2004 | OS          | Athene        | DSQ       | 20 km snelwandelen | NVT     |
| 2007 | WK          | Osaka         | 6e        | 20 km snelwandelen | 1:23.42 |
| 2008 | Wereldbeker | Tsjeboksary   | 9e        | 20 km snelwandelen | 1:19.22 |
| 2008 | OS          | Peking        | 8e        | 20 km snelwandelen | 1:20.36 |
| 2009 | WK          | Berlijn       | 15e       | 20 km snelwandelen | 1:22.09 |
| 2010 | EK          | Barcelona     | 4e        | 20 km snelwandelen | 1:21.00 |
| 2012 | Wereldbeker | Saransk       | 12e       | 20 km snelwandelen | 1:21.51 |
| 2012 | OS          | Londen        | 9e        | 20 km snelwandelen | 1:20.18 |
| 2012 | OS          | Londen        | 3e        | 50 km snelwandelen | 3:37.54 |
| 2013 | WK          | Moskou        | 1e        | 50 km snelwandelen | 3:37.56 |
| 2014 | Wereldbeker | Taicang       | 23e       | 20 km snelwandelen | 1:21.00 |
| 2015 | WK          | Peking        | 5e        | 50 km snelwandelen | 3:44.17 |
| 2016 | WK team     | Rome          | 68e       | 20 km snelwandelen | 1:26.48 |
| 2017 | WK          | Londen        | 8e        | 50 km snelwandelen | 3:44.41 |

1976 Veniamin Soldatenko ·
1983: Ronald Weigel ·
1987: Hartwig Gauder ·
1991: Aleksandr Potasjov ·
1993: Jesús Ángel García ·
1995: Valentin Kononen ·
1997: Robert Korzeniowski ·
1999: Ivano Brugnetti ·
2001: Robert Korzeniowski ·
2003: Robert Korzeniowski ·
2005: Sergej Kirdjapkin ·
2007: Nathan Deakes ·
2009: Sergej Kirdjapkin ·
2011: Sergej Bakoelin ·
2013: Robert Heffernan ·
2015: Matej Tóth ·
2017: Yohann Diniz ·
2019: Yusuke Suzuki